# Tawang (Pancatengah)
Tawang is een bestuurslaag in het regentschap Tasikmalaya van de provincie West-Java, Indonesië. Tawang telt 4370 inwoners (volkstelling 2010).